# Guarromán
Guarromán település Spanyolországban, Jaén tartományban. Guarromán Baños de la Encina, Bailén, Carboneros, Linares és Villanueva de la Reina községekkel határos. Lakosainak száma 2760 fő (2024).

## Népesség
A település népessége az elmúlt években az alábbi módon változott:
| Lakosok száma | 2804 | 2896 | 2926 | 2936 | 2936 | 2919 | 2821 | 2724 | 2748 | 2760 |
|               | 2001 | 2004 | 2007 | 2009 | 2012 | 2014 | 2017 | 2019 | 2022 | 2024 |